# Pol Amat
Pol Amat Escudé (Tarrasa, Barcelona, 18 de junio de 1978) es un exjugador español de hockey hierba, nombrado «Mejor Jugador Mundial» en 2008. Ocupaba la demarcación de delantero y militó la mayor parte de su carrera entre el Club Egara de su ciudad natal y el Real Club de Polo Barcelona, con quien se proclamó campeón continental en 2004.
Fue internacional absoluto con España (1996-2012) y capitán desde 2008, ostentando el récord promedio de partidos (304) y goles con la selección nacional. Disputó cinco Juegos Olímpicos, siendo semifinalista en Atenas 2004 y Londres 2012, y finalista en Atlanta 1996 y Pekín 2008. Además de los dos subcampeonatos olímpicos, se proclamó entre otros éxitos, subcampeón mundial en 1998 y campeón continental en 2005.

## Biografía
Campeón europeo de clubes (2004) y selecciones (2005), proviene de una familia muy relacionada con el hockey sobre hierba, siendo su padre Francisco, sus tíos Juan, Pedro y Jaime y sus primos Santi Amat y Santi Freixa.

## Selección nacional
- Selección española absoluta de hockey (1996-2012)

### Palmarés
Juegos Olímpicos
- Atlanta 1996: finalista, medalla de plata
- Sídney 2000: primera fase, noveno
- Atenas 2004: semifinalista, cuarto
- Pekín 2008: finalista, medalla de plata
- Londres 2012: semifinalista, cuarto

| Mundial y Europeo - Mundial de Utrecht 1998: Subcampeón - Europeo de Barcelona 2003: Subcampeón - Europeo de Leipzig 2005: Campeón - Mundial de Mönchengladbach 2006: Tercero - Europeo de Mánchester 2007: Subcampeón - Europeo de Ámsterdam 2009: Semifinalista, cuarto | Champions Trophy - Champions Trophy Adelaida 1997: Tercero - Champions Trophy Madrás 2005: Tercero - Champions Trophy Terrassa 2006: Tercero - Champions Trophy Róterdam 2008: Subcampeón |

## Clubes
- Club Egara (1983-2001)
- Real Club de Polo (2001-2005)
- Club Ámsterdam (2005-2006)
- Real Club de Polo (2006-2008)
- Club Egara (2008-2013)

### Palmarés
| Club Egara - 6 Campeonatos de Liga (1993, 1996, 1998, 1999, 2000 y 2001) - 5 Copas de SM el Rey (1993, 1998, 1999, 2000 y 2009) | RC Polo - 1 Copa de Europa (2004) - 3 Campeonatos de Liga (2002, 2003 y 2008) - 2 Copas de SM el Rey (2003 y 2008) |

## Condecoraciones
| Distinción                                       | Año  |
| ------------------------------------------------ | ---- |
| Medalla de Oro - Real Orden del Mérito Deportivo | 2009 |